# Münsterlingen
Münsterlingen é uma comuna da Suíça, no Cantão Turgóvia, com cerca de 2.502 habitantes. Estende-se por uma área de 5,47 km², de densidade populacional de 457 hab/km². Confina com as seguintes comunas: Altnau, Bottighofen, Constanza (Konstanz) (DE-BW), Güttingen, Hagnau am Bodensee (DE-BW), Langrickenbach, Lengwil, Meersburg (DE-BW), Stetten (DE-BW).
A língua oficial nesta comuna é o alemão.